# The Iron Petticoat
The Iron Petticoat (bra  A Saia de Ferro) é um filme britânico de 1956, do gênero comédia, dirigido por Ralph Thomas.

## Sinopse
A capitão Vinka deixa a Rússia porque se sente discriminada como mulher. Em Londres, o major Lockwood tenta lhe mostrar o lado bom do capitalismo e ela tenta mostrar a ele o lado bom do comunismo, e os dois acabam se apaixonando.

## Elenco
- Bob Hope .... mj. Charles "Chuck" Lockwood
- Katharine Hepburn .... cap. Vinka Kovelenko
- Noelle Middleton .... sra. Connie Warburton-Watts
- James Robertson Justice .... cel. Sklarnoff